# Schönwald (zámek)
Zámek Schönwald stojí na okraji obory Jinošov (původně obora Schönwald česky Krásný les) v obci Jinošov, asi 3 km severovýchodně od Náměšti nad Oslavou. Je chráněn jako kulturní památka. Jedná se o patrovou budovu na půdorysu obdélníka s rozměry 36,3 ×  19,55 metru. Průčelí dominuje znak Haugwitzů s latinským nápisem Amicitiae et musis Henricus comes ab Haugwitz. MDCCCXXVII. Originální plán původního projektu lesoparku a zámečku je umístěn v zámecké knihovně na zámku v Náměšti nad Oslavou. Jedná se o obraz umístěný vedle nástěnné mapy vlevo.

## Historie

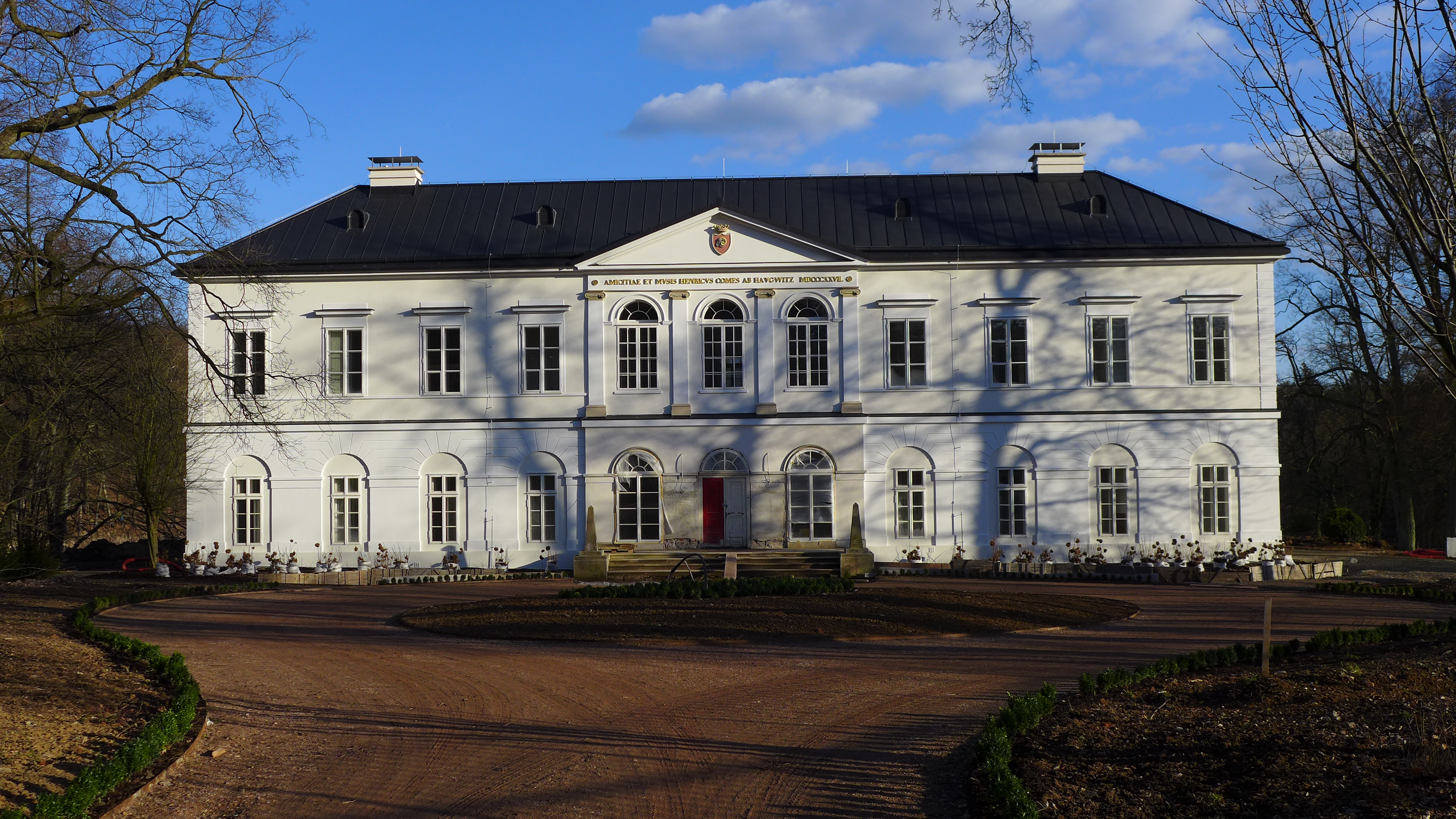
Přední strana zámku

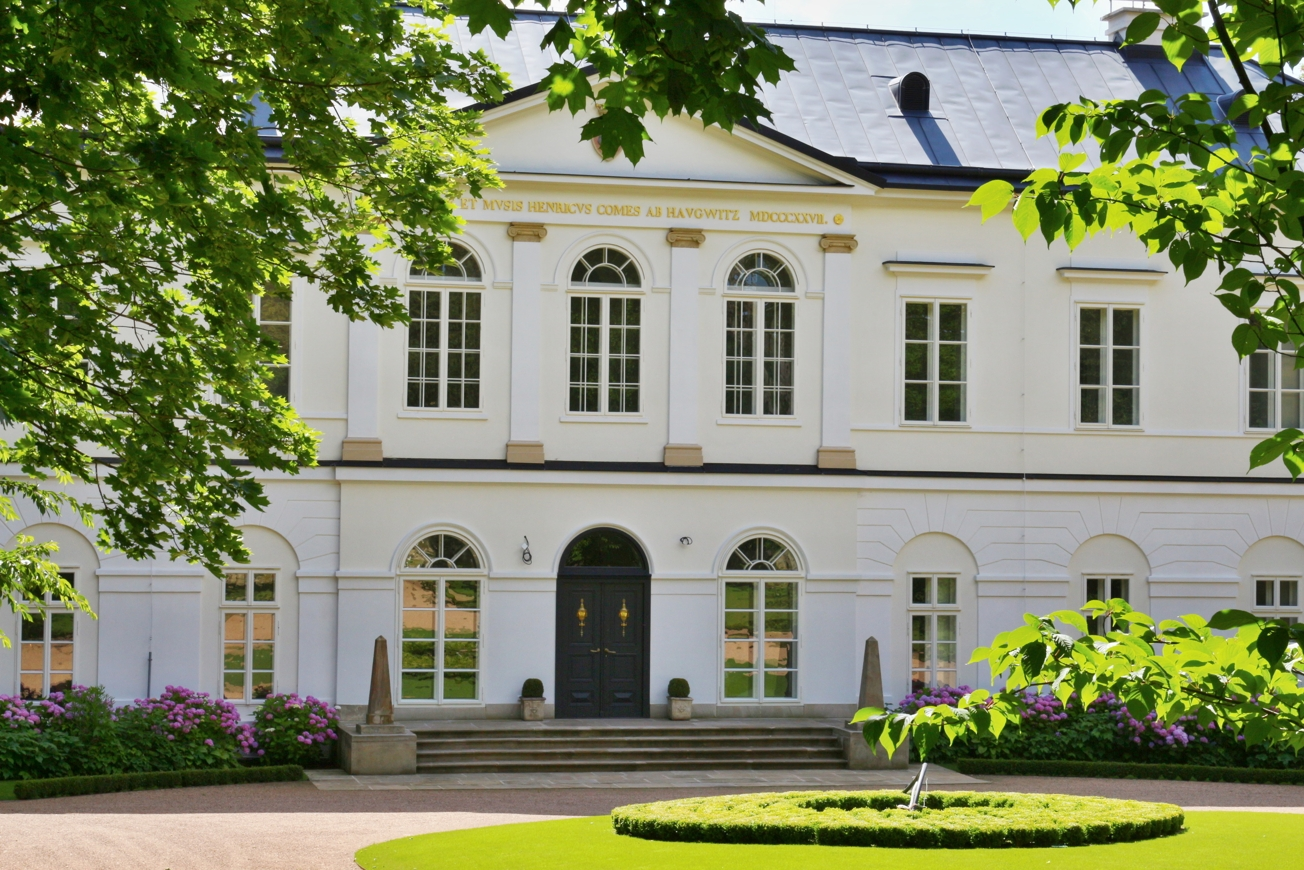
Průčelí zámku

### Haugwitzové
Původně se v místech dnešní obory rozkládala bažantnice s přízemním stavením, poprvé doloženým k roku 1775. V letech 1795–1798 za Haugwitzů prošlo místo úpravami do podoby anglického parku a budova byla přeměněna na letní šlechtické sídlo. Teprve za Jindřicha Viléma Haugwitze došlo v letech 1826–1829 k přestavbě sídla na klasicistní zámeček podle návrhů architekta Josefa Kornhäusela. Během přestavby došlo také k úpravám parku, kam byly zasazeny různé drobné stavby (tzv. salety), mezi nimi např. Silvánův chrám, Apollónův chrám či Dianin altán. Park byl rozdělen na dvě části, z nichž jedna slouží jako daňčí obora Lesů ČR, ty ji nadále revitalizují.

### Po druhé světové válce
Haugwitzům patřil zámek až do roku 1945. Na jaře tohoto roku se zde skrývali utečenci, kteří se skrývali před Rudou armádou. Později téhož roku byl zámek na základě Benešových dekretů znárodněn. V letech 1945–1947 jej využívali skauti, kteří zde pořádali tzv. lesní školy. Po rozpuštění Junáku, kam tehdejší skauti v Československu spadali, v roce 1950 jej využíval Svaz mládeže a sloužil jako domov hornických učňů. V letech 1951–1953 zde fungovala tzv. Dělnická přípravka, neboli Státní kurs pro přípravu pracujících na vysoké školy. V letech 1953–1966 zde byl domov důchodců a od roku 1966 do roku 2008 jej využíval Ústav sociální péče, a proto je veřejnosti nepřístupný.
V únoru roku 2008 v zámku spadl strop do jednoho z pokojů Ústavu sociální péče, jeden z klientů byl těžce zraněn a vrtulníkem přepraven do nemocnice v Brně, následující den byli evakuováni všichni klienti. Klienti byli nejprve přemístěni do opuštěné vojenské ubytovny v Náměšti nad Oslavou, postupně v rámci projektu Transformace sociálních služeb byli klienti přemístěni do šesti různých domů v Kraji Vysočina, kde mají žít podobně jako jejich vrstevníci ve společnosti, tyto domy jsou v Náměšti nad Oslavou, Hrotovicích, Jaroměřicích nad Rokytnou, Pucově, Okříškách a Velké Bíteši. Tehdejší ústav sociální péče byl přejmenován na Domov bez zámku.
Zámek v Jinošově má jiného majitele, který jej postupně zrekonstruoval. Zámek je nyní v soukromém vlastnictví.

### Revitalizace parku

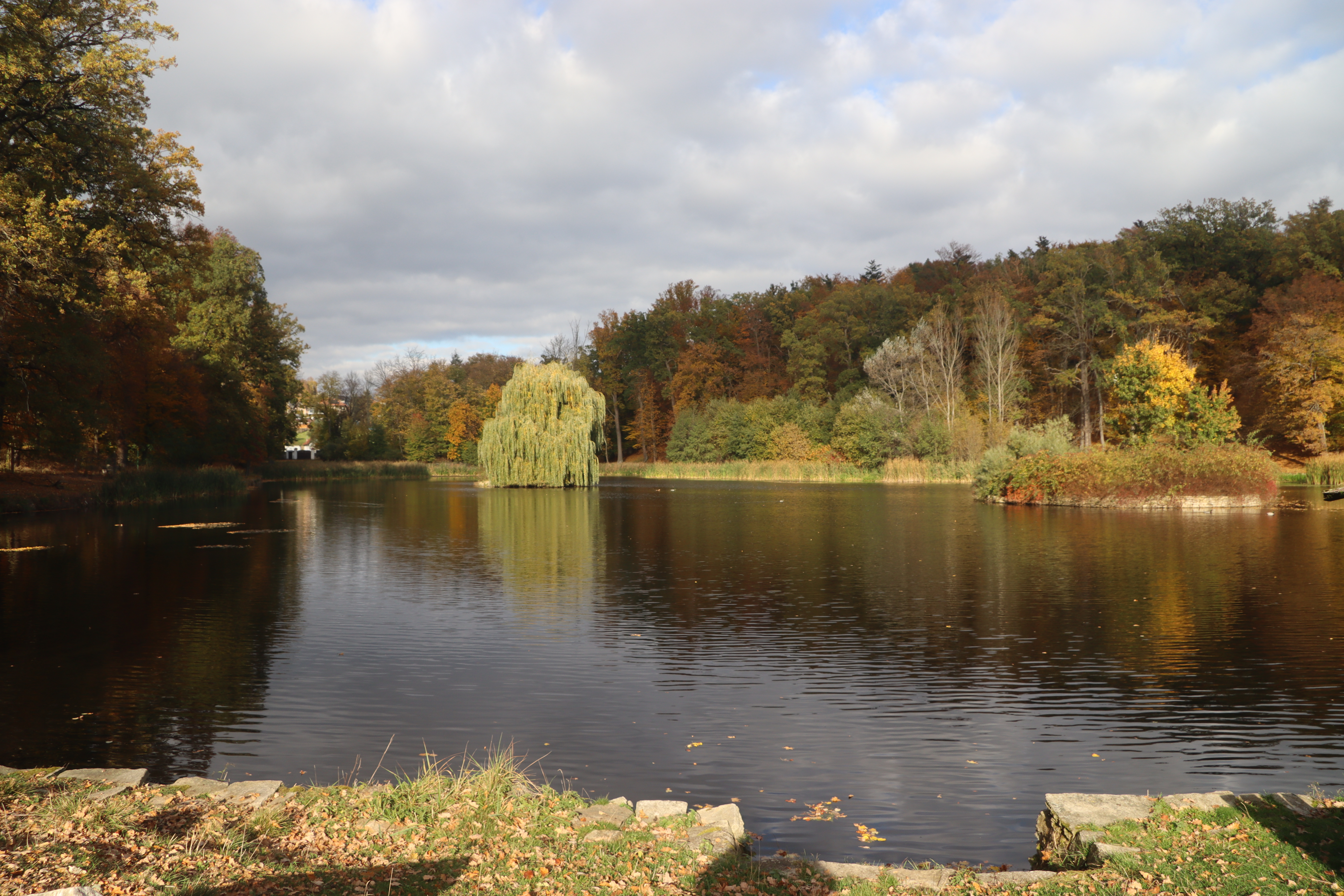
Pohled na jezírko po revitalizaci

V roce 2012 probíhaly obnovy lesoparku poblíž zámku, úpravy prováděla společnost Lesy ČR. Park má rozlohu 36 hektarů, úpravy byly prováděny po celé ploše parku, bylo upraveno také 1,5 km lesních stezek a také dva dřevěné mostky. Byly upraveny i obezdívky se vstupními branami a připraveno sedm laviček. Bylo vysázeno celkem 3772 nových dřevin a ošetřeno 67 významných stromů.

## Dostupnost
V blízkosti prochází silnice II/392, která se nedaleko odpojuje od silnice II/399 a následně pokračuje na Kralice nad Oslavou.